# Zwarte tetra
De zwarte tetra (Gymnocorymbus ternetzi) is een tropische zoetwatervis met een hoog en afgeplat lichaam die onder meer in aquaria gehouden wordt. De achterzijde van de vis is zwart van kleur, met drie vage dwarsbanden die over het lichaam lopen. De nek van de vis is vrij van schubben.
De vis is familie van de karperzalmen (Characidae).  De vis is een alleseter, die in een aquariumsituatie ook graag af en toe wat plantaardig droogvoer toegeschoven krijgt.

## Voorkomen
Paraguay rivier, Guaporé rivier, Colombia.

## Gedrag
Rustige scholenvis, geschikt voor ieder gezelschapsaquarium. Zwemhoogte in het aquarium: midden.

## Geslachtsonderscheid/ lengte
De anaalvin van mannetjes is beduidend breder dan die van de vrouwtjes, waar de vinzoom parallel loopt met de buiklijn. De rugvin bij mannetjes is slanker en spitser. Lengte: tot 5,5 cm.

## Voer
Het zijn alleseters. Ze eten weliswaar geen planten, maar plantaardig vlokkenvoer wordt wel gegeten.

## Aquariumeisen
Zwarte tetra’s komen voor in de rijkelijk door waterplanten bedekte stromen van Zuid- en Oost-Brazilië. Het licht is daar door de oppervlaktebeplanting sterk gedimd. In het aquarium is een veel fellere belichting echter geen enkel probleem. Een hoog opgroeiende beplanting en een niet te lichte bodem worden als extra luxe echter gewaardeerd. Water: pH 5,8 – 8,5, hardheid tot 30 °DH, temperatuur: 20 – 26 °C; aanbevolen minimumaquariumlengte: 60 cm.

## Kweek
De kweek is redelijk simpel. De vis is zeer productief en zet de eieren vrij af tussen de planten. Na het afzetten moeten de ouders verwijderd worden in verband met eierroof. De jongen komen binnen een dag uit en zijn vrij eenvoudig groot te brengen met stofvoer, gemalen droogvoer en eigeel, en Artemia-naupliën.